# Miastowice
Miastowice – wieś w Polsce położona w województwie kujawsko-pomorskim, w powiecie nakielskim, w gminie Kcynia.

## Położenie
Wieś znajdowała się na końcu cukrowniczej linii wąskotorowej (rozstaw szyn: 600 mm, długość linii: 46 km, budowa: 1884–1893) należącej do cukrowni Żnin.

## Podział administracyjny
W latach 1950–1975 miejscowość administracyjnie należała do tzw. dużego województwa bydgoskiego, a w latach 1975–1998 do tzw. małego województwa bydgoskiego.

## Demografia
Według Narodowego Spisu Powszechnego (III 2011 r.) liczyła 335 mieszkańców. Jest siódmą co do wielkości miejscowością gminy Kcynia.

## Zabytki
Według rejestru zabytków NID na listę zabytków wpisany jest zespół dworski z 2. połowy XIX w., nr rej.: 153/A z 5.06.1985:
- dwór, 1878 r.
- park, 4. ćwierć XIX w.
- gorzelnia, koniec XIX w.

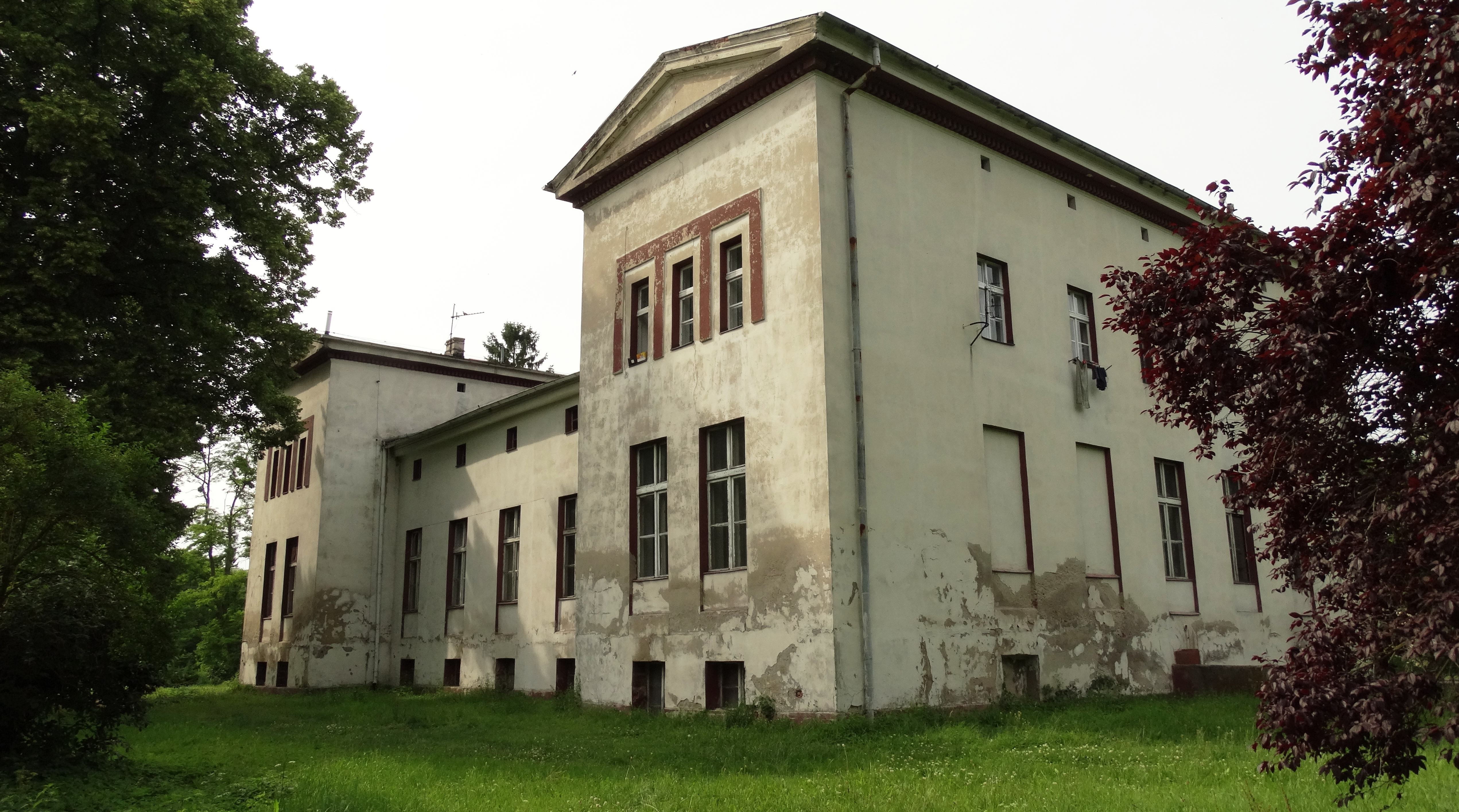
Dwór
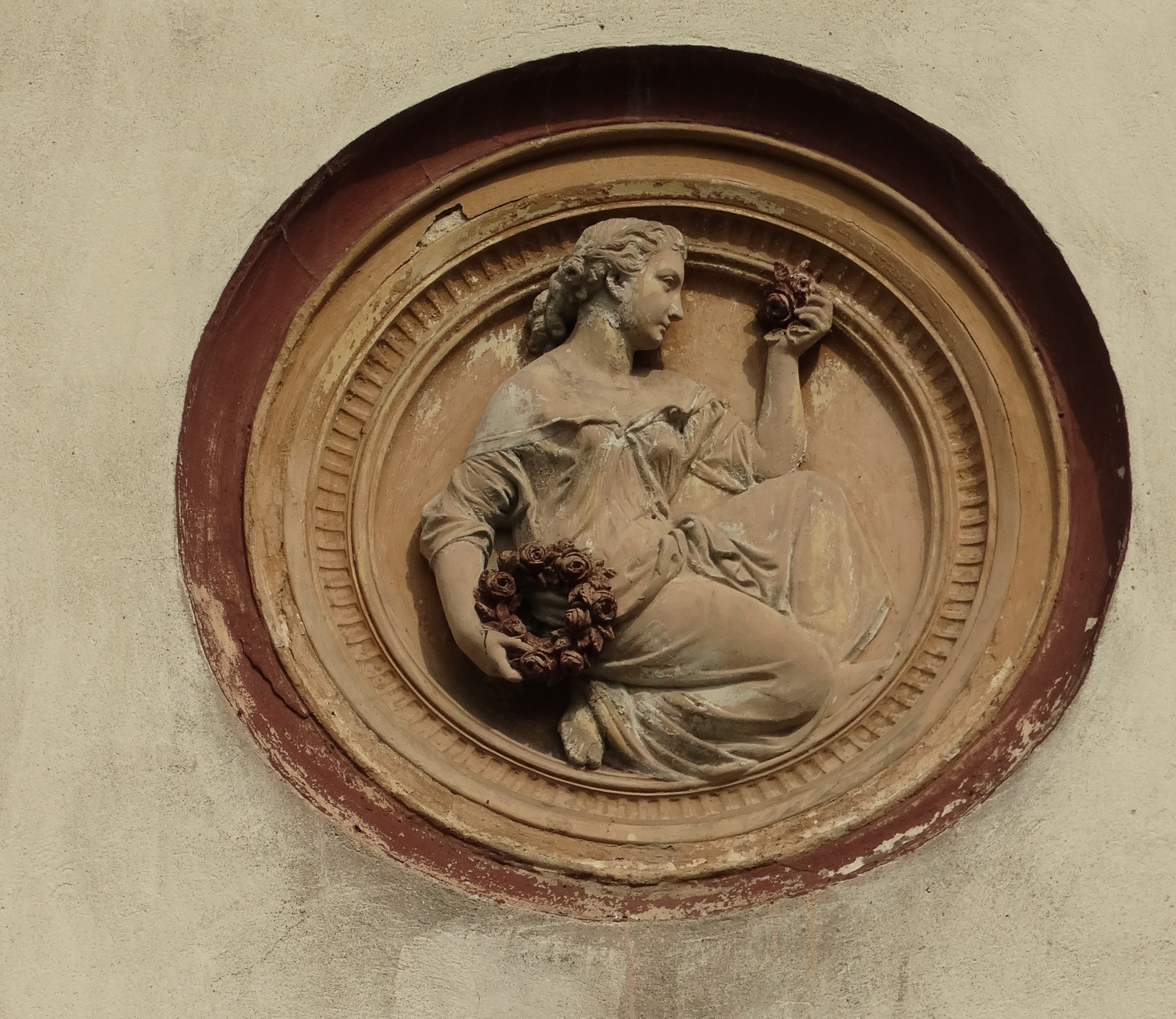
Dwór – detale
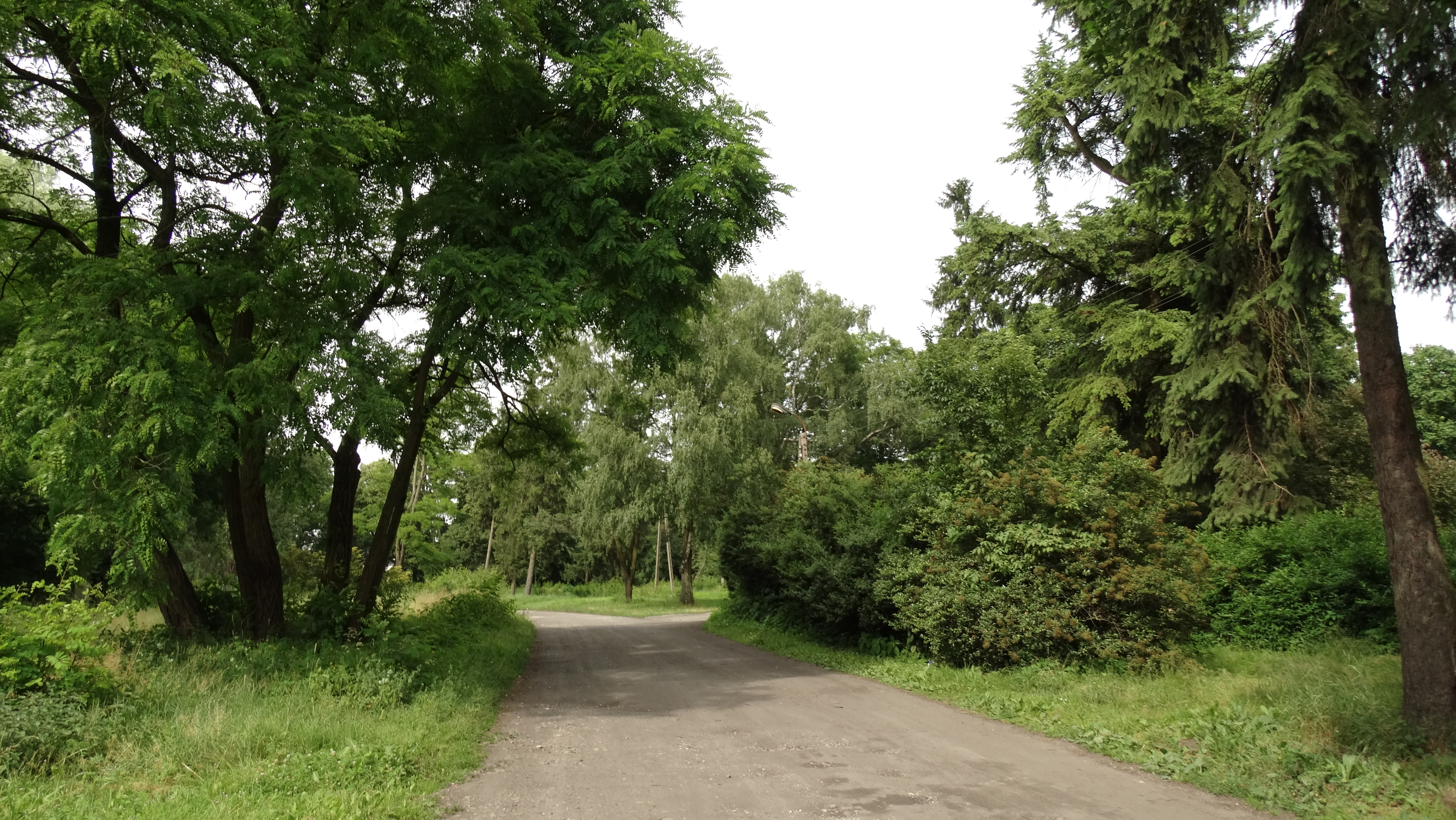
Park
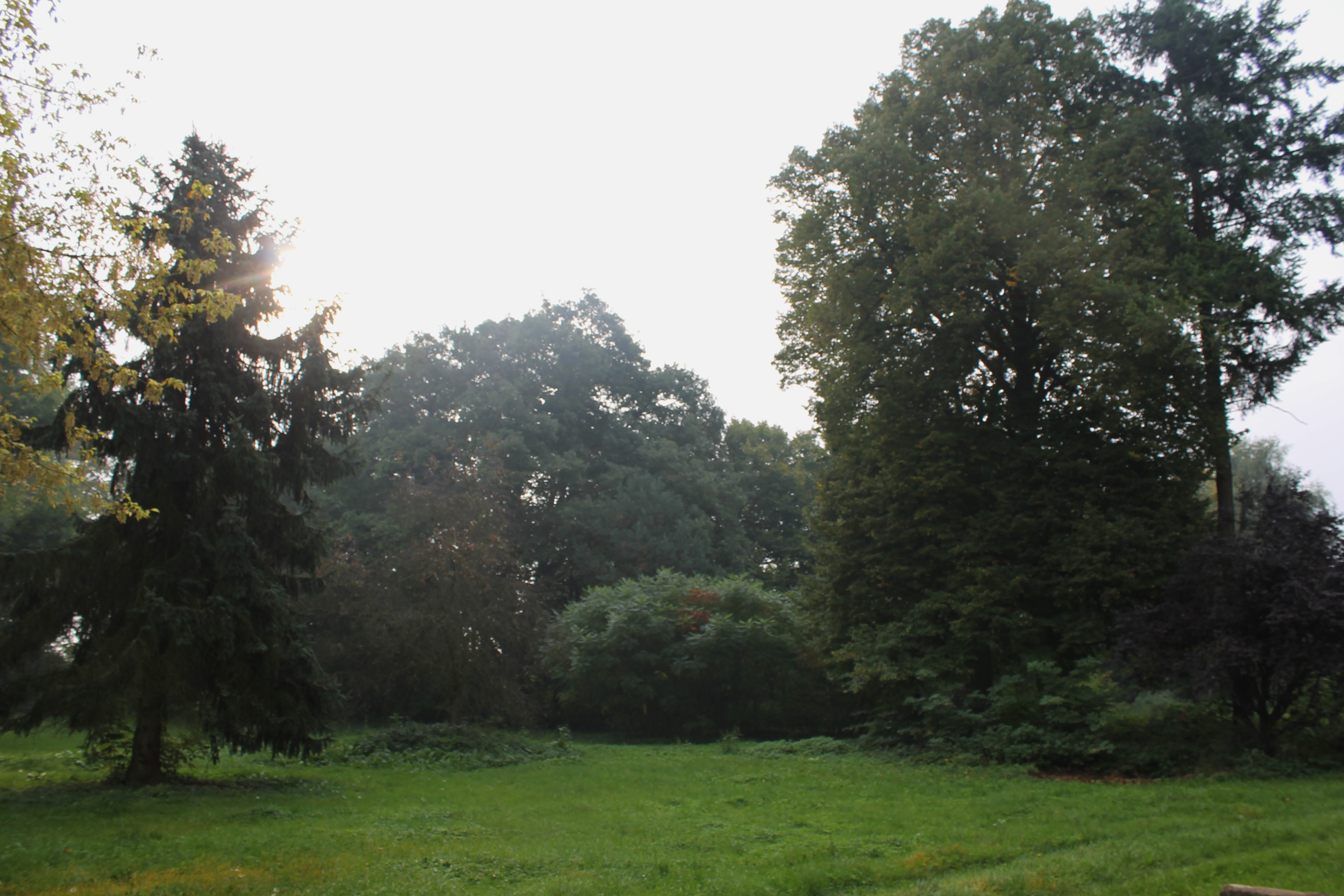
Park
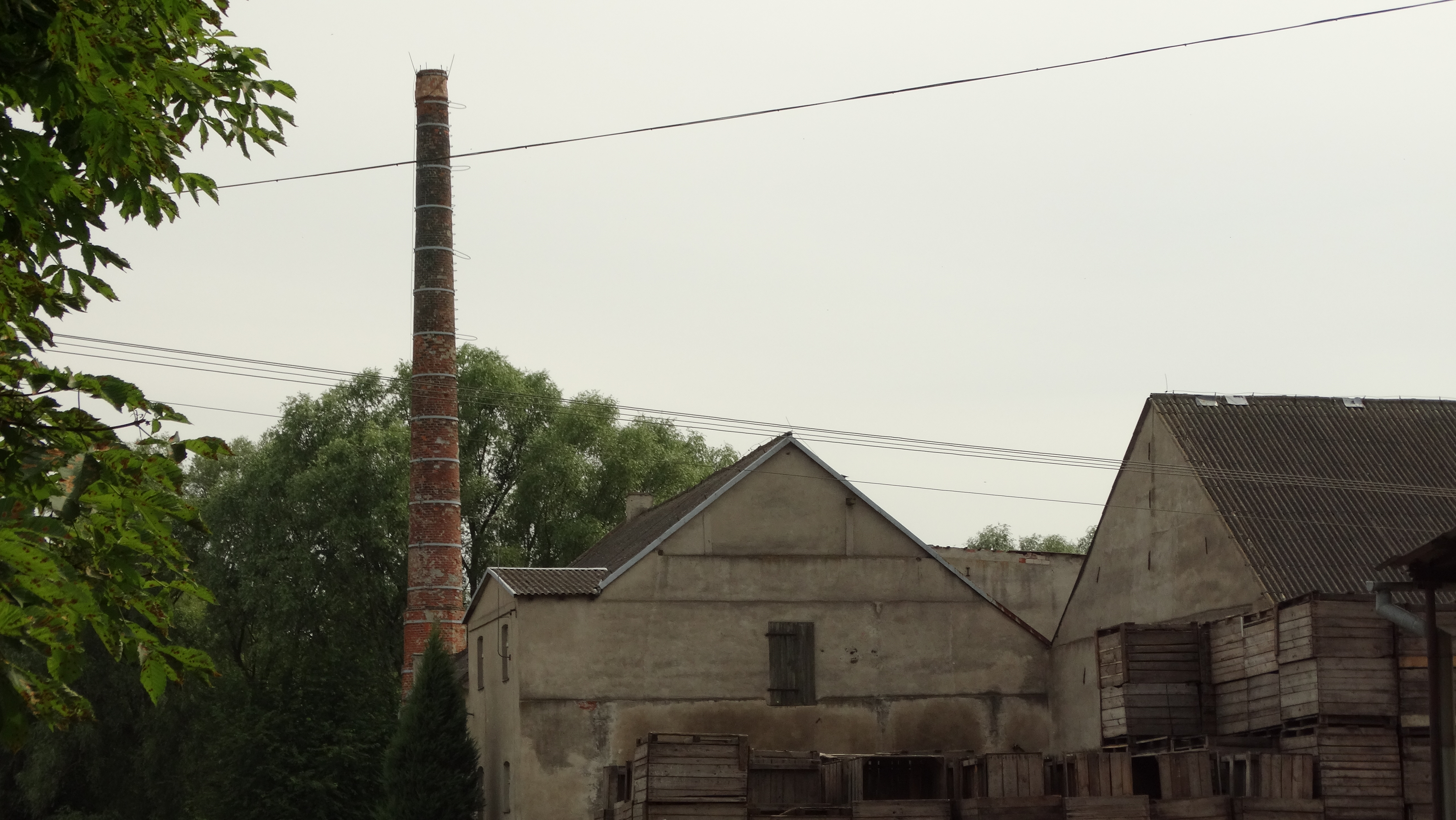
Gorzelnia

## Urodzeni w Miastowicach
- Tadeusz Rut (ur. 25 sierpnia 1925, zm. 2 lutego 2018) – prof. dr inż., twórca technologii wykonywania wałów korbowych tzw. metodą TR.